# Hermann Wilhelm Hachenburg
Hermann Wilhelm Hachenburg, född 24 september 1752 i Lübeck, död 17 juli 1817 i Bromma församling, Stockholm, var en svensk-tysk präst.

## Biografi
Hermann Wilhelm Hachenburg föddes 1752 i Lübeck. Han var son till handlanden Hachenburg. Hachenburg blev 1773 student vid Köpenhamns universitet och senare vid Göttingens universitet. Han prästvigdes 1773 och blev 16 december 1776 pastor i Münden, Hannover. Hachenburg blev 31 januari 1781 andre pastor i Tyska S:ta Gertruds församling, Stockholm, tillträdde 1 maj 1782 och fick 16 juli 1782 plats som assessor i Stockholms konsistorium. Han blev 2 november 1795 ordinarie hovpredikant och fick 1 juli 1796 plats som assessor i Hovkonsistorium. Hachenburg blev 1 november 1800 teologie doktor vid Uppsala universitet och från 17 juni 1801 var han även kyrkoherde i Bromma församling. Han blev 20 december 1807 pastor primarius i Tyska S:ta Gertruds församling, Stockholm, tillträdde 1 maj 1808 och fick då behålla Bromma församling som prebende. Hachenburg blev åter assessor i Stockholms konsistorium 19 januari 1808 och var från 3 juli 1809 ordenskaplan. Han avled 1817 i Bromma församling.

### Familj
Hachenburg var gift med Sophia Dorothea Melusina Baring (1763–1827). De fick tillsammans barnen Anna Sophia Margaretha Wilhelmina Hachenburg (1782–1783), Elisabeth Dorothea Wilhelmina Hachenburg (1784–1845), Charlotta Juliana Sophia Hachenburg (1787–1859) som var gift med sidenfabrikören Carl Abraham Benckert, Carl Gustaf Friedrich Hachenburg (1790–1790), Augusta Friederike Hachenburg (1792–1794), Friederike Augusta Jacobina Hachenburg (1799–1873) som var gift med gårdsägaren Lars Norgren och Carl Wilhelmin Theodor Hachenburg (1800–1800).